# Schorsvlieg
De schorsvlieg (Mesembrina meridiana) is een vliegensoort uit de familie van de echte vliegen (Muscidae). De wetenschappelijke naam van de soort is gepubliceerd in 1758 door Linnaeus in de tiende editie van Systema naturae.

## Uiterlijk
De schorsvlieg is een vrij grote, glanzend zwarte vlieg met opvallend goudgele vlekken tussen de ogen en oranje gekleurde vleugelbases en voeten.

## Verspreiding en habitat
De schorsvlieg komt algemeen voor in Nederland en België. De vlieg is tussen eind april en eind oktober, met name in rundveehouderij gebieden,
vaak zonnend op bomen of op de grond, aan te treffen, vooral op zandgronden, bij bosranden. Het vrouwtje legt haar eitjes in paarden- en koeienmest, meestal een enkel eitje per hoop. De larven, die uit de eitjes komen, eten geen mest, maar leven van de larven van andere insecten, zoals die van andere vliegensoorten, die zich in de mest bevinden.

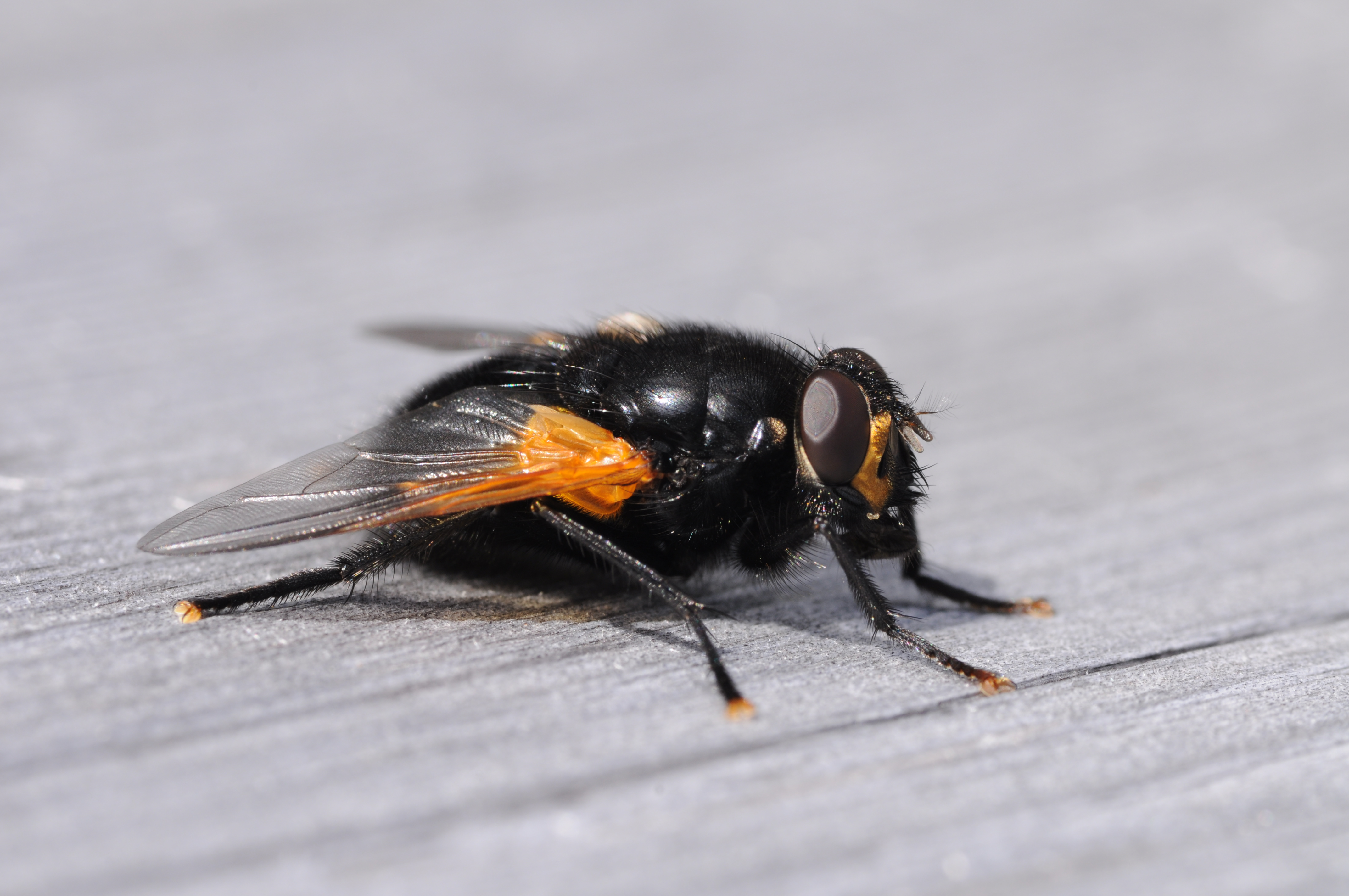
zijkant
- film
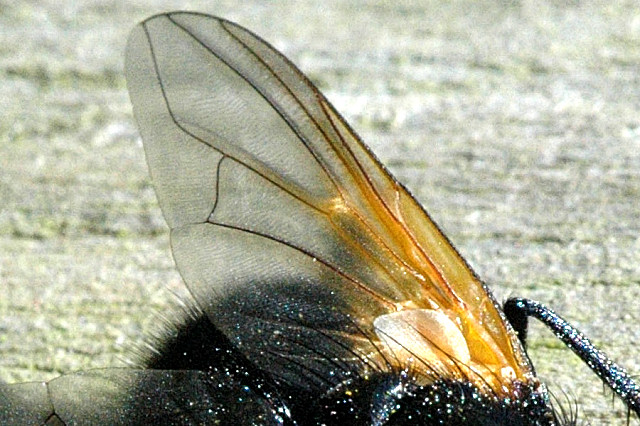
vleugel detail
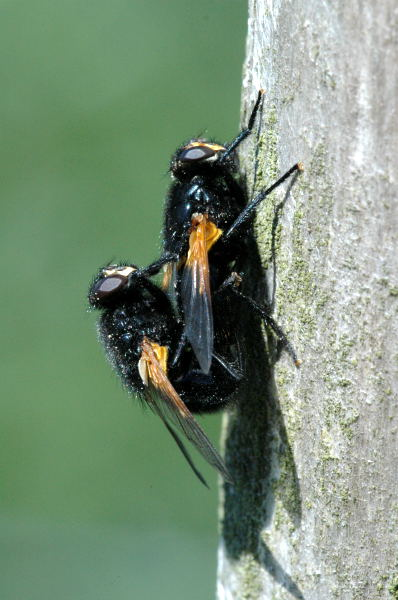
paring